# Guido Pellizzari
Guido Pellizzari (* 30. Oktober 1858 in Florenz; † 3. Juni 1938 ebenda) war ein italienischer Chemiker.
Pellizzari studierte am Istituto di Studi Superiori in Florenz (der späteren Universität Florenz), wurde dort 1882 promoviert und war danach Assistent für allgemeine Chemie. In Florenz war er Schüler von Hugo Schiff. 1889 wurde er Professor für allgemeine Chemie an der Universität Catania, 1891 Professor an der Universität Genua und 1916 Professor für pharmazeutische Chemie am Istituto di Studi Superiori in Florenz, was er bis zur Emeritierung 1933 blieb.
Er befasste sich mit Organischer Chemie, vor allem organischen Stickstoffverbindungen wie Guanidin, Triazole.
Nach ihm ist die Pellizzari-Reaktion (1894) zur Triazol-Synthese benannt.
Er war Mitglied der Accademia dei Lincei.